# Plopsa Indoor Hasselt
Koordinaten: 50° 56′ 3″ N, 5° 21′ 42″ O
Plopsa Indoor Hasselt ist ein Indoor-Themen- und Vergnügungspark in Hasselt. Der Freizeitpark wird von Plopsa, der Freizeitparksparte des flämischen Unternehmen Studio 100, betrieben. Der Park wurde am 24. Dezember 2005 eröffnet.

## Attraktionen

### Achterbahnen
| Name           | Typ           | Hersteller | Eröffnungsjahr | Geschwindigkeit | Höhe | Länge |
| -------------- | ------------- | ---------- | -------------- | --------------- | ---- | ----- |
| Wickie Coaster | Force Coaster | Zierer     | 2005           | 39 km/h         | 9 m  | 222 m |

### Wasserattraktionen
| Name       | Typ         | Hersteller | Eröffnungsjahr |
| ---------- | ----------- | ---------- | -------------- |
| De Bootjes | Bumperboats | Unbekannt  | 2005           |
| Het Vlot   | Floss       | Studio 100 | 2005           |

### Thrillattraktionen
| Name          | Typ                  | Hersteller | Eröffnungsjahr | Höhe |
| ------------- | -------------------- | ---------- | -------------- | ---- |
| De Vuurtoren  | Familienfreifallturm | Zierer     | 2005           | 12 m |
| De Woeste Zee | Kontiki              | Zierer     | 2005           |      |

### Familienattraktionen
| Name                 | Typ             | Hersteller       | Eröffnungsjahr |
| -------------------- | --------------- | ---------------- | -------------- |
| Carrousel            | Karussell       | Wooddesign       | 2005           |
| De Glijbaan          | Rutschbahn      | Metallbau Emmeln | 2005           |
| De Eendjes           | Karussell       | Metallbau Emmeln | 2005           |
| Playstation          | Spielhalle      | Sony             | 2005           |
| De K3-Zweefmolen     | Kettenkarussell | Wooddesign       | 2005           |
| De Vliegende Fietsen | Magic Bikes     | Zamperla         | 2009           |

### Kinderattraktionen
| Name                | Typ           | Hersteller       | Eröffnungsjahr |
| ------------------- | ------------- | ---------------- | -------------- |
| Bumba Speeltuin     | Spielplatz    | Unbekannt        | 2005           |
| De Buitenspeeltuin  | Spielplatz    | Unbekannt        | 2005           |
| De Kikkers          | Jump Around   | Zamperla         | 2005           |
| De Klimberg         | Klettergerüst | Metallbau Emmeln | 2005           |
| De Piratenspeeltuin | Spielplatz    | Unbekannt        | 2005           |
| De Speelboom        | Spielplatz    | Unbekannt        | 2005           |
| Het Ballenbad       | Bällebad      | Studio 100       | 2005           |

### Bildung
| Name                | Typ              | Hersteller | Eröffnungsjahr |
| ------------------- | ---------------- | ---------- | -------------- |
| Het K3-Verkeerspark | Kinderfahrschule | Unbekannt  | 2005           |